# Leucandra mawsoni
Leucandra mawsoni är en svampdjursart som beskrevs av Arthur Dendy 1918. Leucandra mawsoni ingår i släktet Leucandra och familjen Grantiidae. Inga underarter finns listade i Catalogue of Life.